# Р-8
Р-8 / Р-98 (К-8, «изделие 24», по классификации МО США и НАТО — AA-3 Anab) — советская управляемая ракета класса «воздух-воздух» средней дальности, с полуактивной или инфракрасной ГСН для перехватчиков ПВО. Р-8 относится к первому поколению авиационных ракет.

## История разработки
Постановление Совета Министров СССР № 2543-1224 о начале проектирования ракет Р-7, Р-8 и Р-9, оснащённых системами самонаведения, вышло 30 декабря 1954 года.

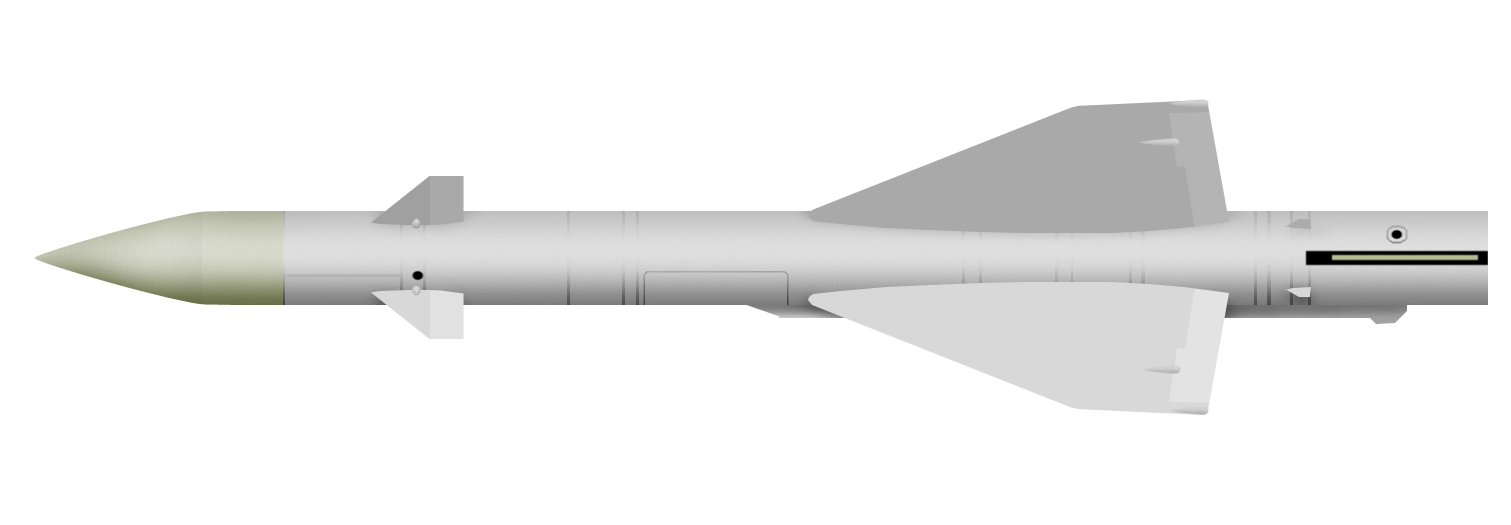
Ракета Р-8 в боковой проекции

Р-8 (как К-8) разрабатывалась в ОКБ-4 М. Р. Бисновата с 1955 года.
Радиолокационная ГСН разрабатывалась ОКБ-339/НИИ-339 (ныне Фазотрон-НИИР). Инфракрасную ГСН разрабатывало ЦКБ-589 ГКОТ (ЦКБ «Геофизика»), также разработчик ГСН для ЗУР 9М31 комплекса «Стрела-1».
На вооружение Р-8 не принималась, но стала основой для Р-8М, принятой на вооружение в феврале 1962 года в составе комплекса перехвата Су-11-8М с локатором РП-11 «Орёл».
В 1963 году снова модернизирована до Р-8М-1 для совместимости с радаром РП-11 «Орёл-Д» самолёта Як-28П.
В 1965 году была проведена вторая серьёзная модернизация Р-8М-2 — ракета увеличила дальность, получила улучшенные ГСН и стала обозначаться как Р-98. Ракета использовалась на перехватчике Су-15.
Заключительная модернизация в 1975 году — Р-98М1 (по классификации НАТО — Advanced Anab) стала более устойчивой к воздействию средств радиоэлектронного противодействия противника и получила ещё большую дальность поражения, что позволило использовать её для перехватчиков Су-15TM и Як-28ПМ.
Р-98М1 стояла на вооружении в 1980-х и была снята вместе с последним Су-15.
Также изготовлялась учебная версия ракеты — УР-8М.
Существовал вариант ракеты с ГСН от К-13 для ближнего боя (разработка 1963 года) — однако К-88 так и не поступила в серийное производство.

## Модификации
- К-8М (К-8-2, «Изделие 24М») — модификация ракеты для истребителя Су-11 оснащённого РЛС «Орел», принятая на вооружение в составе комплекса перехвата Су-11-8М в феврале 1962 года
  - Р-8МР — вариант ракеты с полуактивной радиолокационной ГСН типа ПАРГ-1
  - Р-8МТ — вариант ракеты с тепловой ГСН типа С-1

## Зарубежные варианты
- Лицензионное производство модификации ракеты с инфракрасной головкой самонаведения под индексом A911 было налажено на предприятиях военно-промышленного комплекса Социалистической Республики Румыния в начале 1989 года, экспорт ракет за рубеж осуществлялся государственной компанией «Ромтехника» в структуре Министерства национальной обороны Румынии. Первые серийные образцы экспонировались 2—6 мая 1989 г. на выставке вооружений «Международная оборона, электроника и авионика» (IDEA ’89) в Анкаре. По заявлению румынской стороны, 90% комплектующих изготавливались на месте и только 10% ввозились из СССР[3].

## Тактико-технические характеристики
| Модификация                        | Р-8М изделие 24М                       | Р-8М изделие 24М                       | Р-98 изделие 56                        | Р-98 изделие 56                        | Р-98М изделие 57                       | Р-98М изделие 57 |
| Вариант                            | Р-8МТ                                  | Р-8МР                                  | Р-98Т                                  | Р-98Р                                  | Р-98МТ                                 | Р-98МР           |
| ---------------------------------- | -------------------------------------- | -------------------------------------- | -------------------------------------- | -------------------------------------- | -------------------------------------- | ---------------- |
| Принятие на вооружение             | 1962                                   | 1962                                   |                                        | 1967                                   | 1972                                   |                  |
| Самолёты-носители/боекомплект      | Су-11, Су-15, Як-28П/2                 | Су-11, Су-15, Як-28П/2                 | Су-15, Су-15Т                          | Су-15, Су-15Т                          | Су-15, Су-15ТМ                         | Су-15, Су-15ТМ   |
| Дальность, км                      | 2-12                                   | 2-12                                   |                                        | 2-24                                   | 2-16                                   | 2-21             |
| Высота, м                          | 5000-23000                             | 5000-23000                             |                                        | 5000-23000                             | 500-24000                              | 500-24000        |
| Длина ракеты, м                    | 4,05                                   | 4,18                                   |                                        | 4,26                                   | 4,14                                   |                  |
| Диаметр корпуса, мм                | 275                                    | 275                                    | 275                                    | 275                                    | 275                                    |                  |
| Размах крыла, м                    | 1,22                                   | 1,22                                   | 1,22                                   | 1,22                                   | 1,22                                   |                  |
| Размах рулей, м                    | 0,674                                  | 0,674                                  | 0,674                                  | 0,674                                  | 0,674                                  |                  |
| Стартовая масса, кг                | 227                                    | 275                                    |                                        | 275                                    | 227                                    |                  |
| Время управляемого полёта, сек.    | 40                                     | 40                                     | 40                                     | 40                                     |                                        |                  |
| Максимальная скорость, м/с         |                                        |                                        |                                        |                                        |                                        |                  |
| Допустимая перегрузка при пуске, g | -                                      | -                                      |                                        |                                        |                                        |                  |
| Перегрузка перехватываемой цели, g |                                        |                                        |                                        |                                        |                                        |                  |
| Система наведения                  | ИК ГСН С-1                             | ПАРГСН ПАРГ-1                          | ИК ГСН ТГС-4Т                          | ПАРГСН ПАРГ-14ВВ                       | ИК ГСН                                 |                  |
| Автопилот                          | АПС-8                                  | АПС-8                                  |                                        |                                        |                                        |                  |
| Боевая часть                       | осколочная 40 кг, 1400 осколков по 6 г | осколочная 40 кг, 1400 осколков по 6 г | осколочная 40 кг, 1400 осколков по 6 г | осколочная 40 кг, 1400 осколков по 6 г | осколочная 40 кг, 1400 осколков по 6 г |                  |
| Взрыватель                         | неконтактный радиовзрыватель «Снегирь» | неконтактный радиовзрыватель «Снегирь» |                                        |                                        |                                        |                  |
| Двигательная установка             | ПРД-25                                 | ПРД-25                                 | ПРД-143 13,400 кгс                     | ПРД-143 13,400 кгс                     |                                        |                  |
| Тип ПУ                             | ПУ-1-8                                 | ПУ-1-8                                 | ПУ-2-8                                 | ПУ-2-8                                 | ПУ-2-8                                 |                  |

## На вооружении
СССРВойска ПВО СССР